# Міжнародні економічні відносини
Міжнаро́дні економі́чні відно́сини — відносини, які виникають та існують між людьми з різних країн із приводу виробництва, обміну і споживання товарів, послуг та ідей на основі міжнародного поділу праці, в умовах безмежності людських потреб і обмеженості ресурсів.

## Історичний розвиток міжнародних економічних відносин
Міжнародні економічні відносини своїм корінням сягають глибокої давнини. Початком їх розвитку вважають перші елементарні форми «міжнародної» торгівлі, що уособлювала у собі натуральний обмін між окремими особами, сім'ями, племенами тощо. Першими предметами «міжнародного» обміну були надлишки окремих товарів та засоби виробництва.
Уперше міжнародна торгівля проявилася як торгівля між країнами у період рабовласницького ладу. Тоді основними предметами обміну стали предмети розкоші, деякі види сировинних матеріалів, а також раби.
У період капіталізму міжнародна торгівля набула особливого розвитку. Перехід від натурального виробництва до товарно-грошових відносин, поява великого машинного виробництва, покращення умов транспортування, розвиток ринкових відносин стимулювали поширення зовнішньої торгівлі. На цьому часовому проміжку до торгівлі були залучені майже всі країни світу. Формується світовий ринок, а наприкінці XIX ст., з переходом до монополістичного капіталізму, утворилася світова система господарства. Саме в цей період міжнародні відносини перестають обмежуватись лише торгівлею. Їх об'єктом стають також фактори виробництва.
Початок інтернаціоналізації господарських відносин разом із міжнародним капіталом сприяли виникненню монополістичних об'єднань.
|  | Між ними зав'язалася гостра боротьба за ринки збуту, джерела сировини, галузі вкладання капіталу. Результатом цієї боротьби став економічний поділ світу. |

Монополістичний капітал економічно розвинутих країн почав проникати на територію менш розвинених, і, закріплюючись, забезпечував собі не тільки економічне, але й політико-адміністративне панування над «поглиненою» державною. Цей процес призвів до завершення формування територіального поділу світу між розвиненими країнами та розподілу колоній. Почався специфічний колоніальний поділ праці, у якому країни-метрополії нав'язували вигідну для себе спеціалізацію країнам-колоніям, який повністю підпорядковував господарство залежних країн експорту певного виду сировини.
Після завершення Першої світової війни розпочався процес деколонізації, який завершився в 60-х роках XX ст., і у результаті якого світове господарство набуло сучасного вигляду. Особливостями цього господарства є взаємопроникнення економічних систем, перетворення національного виробництва на інтернаціональне, набуття ним міжнародних і міжнаціональних ознак; активізація спільної підприємницької діяльності із масштабним залученням до неї іноземного капіталу, формування інтернаціональних господарських комплексів, виникнення міжнародної власності.

## Поняття міжнародної економіки та міжнародних економічних відносин
Історичне формування світового ринку стало головною засадою зв'язків між державами, що базувалися на засадах міжнародної економіки.
Наприкінці XIX ст. міжнародна економіка трактувалася як сукупна взаємодія усіх національних економік і міжнародних економічних відносин. У широкому розумінні міжнародною економікою є теорія, що застосовується для вивчення економіки сучасного взаємозалежного світу.
У вузькому розумінні міжнародною економікою є частина ринкової економіки, яка вивчає закономірності взаємодії суб'єктів зовнішньоекономічної діяльності та міжнародних економічних відносин у міжнародному обміні товарами та послугами, русі факторів виробництва, творенні міжнародної економічної політики країн.
Міжнародна економіка як наймолодша складова частина сучасної економічної теорії вивчалася спочатку тільки у призмі макро- та мікроекономіки, та лише наприкінці XIX — початку ХХ ст. утворилася як окрема наука.

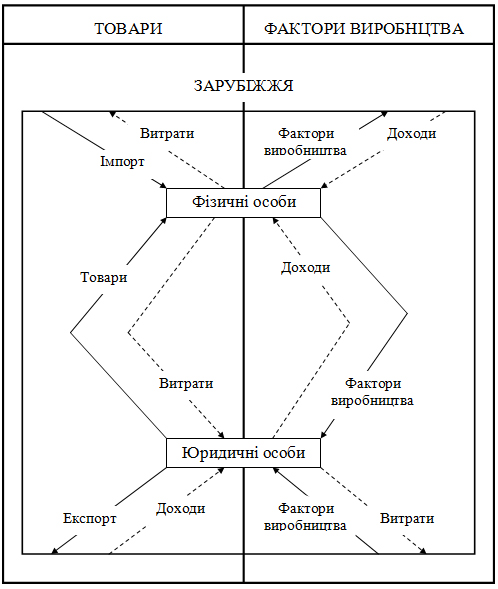
Схема функціонування міжнародної економіки

Міжнародна економіка функціонує за специфічною схемою, яка містить економіку окремої країни (особливості зв'язків між споживачами та виробниками) у її взаємозв'язку із економіками інших країн (експорт, імпорт).
Ключовими категоріями, якими оперує міжнародна економіка є світовий ринок, міжнародна економічна діяльність, світове господарство тощо.
Світовий ринок є механізмом інтернаціонального руху товарів та послуг, факторів виробництва, фінансових засобів під впливом і внутрішніх, і зовнішніх попиту та пропозиції. Дії із міжнародного переміщення товарів та послуг, фінансових засобів та факторів виробництва, які проявляються через укладання угод (здійснення певних операцій), через які передається право власності на фінансові та матеріальні активи, надаються послуги називаються міжнародною економічною діяльністю.
У зв'язку з тлумаченням складників сукупного поняття «міжнародна економіка» можна стверджувати: — міжнародну економіку не можна ототожнювати зі світовим господарством чи світовим ринком; — під міжнародною економікою слід розуміти потоки товарів, послуг, капіталів, інших факторів виробництва та фінансів між країнами.
Міжнародна економіка як дисципліна вивчає причини руху цих потоків, взаємопов'язаність, операції, що фіксують ці потоки та ефективність здійснення таких операцій. Вона включає до себе, на відміну від світового ринку, ще й фактори ризику, фактори попиту і пропозиції, які впливають на конкурентноздатність об'єктів і суб'єктів торгівлі.
Невід'ємною складовою частиною міжнародної економіки є міжнародні економічні відносини, тобто такий різновид суспільних відносин, який виникає між суб'єктами господарювання різних країн з приводу виробництва, розподілу, обміну та споживання матеріальних благ.
Міжнародні економічні відносини — це система різноманітних господарських зв'язків між державами та іншими суб'єктами національних економік, яка сформувалася під впливом розвитку міжнародного поділу праці, продуктивних сил, їх економічного, соціального та політичного устрою з приводу виробництва, розподілу, обміну та споживання благ у міжнародному масштабі.
Функціонування і розвиток міжнародних економічних відносин є результатом інтернаціоналізації й транснаціоналізації виробництва, утворення загальноцивілізаційної економічної основи.

## Рівні, форми, суб'єкти і об'єкти
У зв'язку із сферою розповсюдження дії міжнародних економічних відносин, їх поділяють на три основні рівні: мікрорівень, макрорівень та
наднаціональний рівень.
До мікрорівня відносять міжнародні зв'язки, які здійснюють окремі громадяни, підприємства чи фірми через проведення зовнішньоекономічних операцій. На макрорівні розташовані безпосередньо державні та міждержавні міжнародні процеси національного господарства, які здійснюють і регулюють зовнішньоекономічну діяльність. Наднаціональний рівень — це сукупність міжнародних зв'язків галузевого чи регіонального значення.
Окрім того, вирізняють рівні міжнародних економічних відносин за рівнем розвитку стосунків між суб'єктами цих міжнародних економічних відносин.
Найпростішим рівнем міжнародних економічних відносин у даному випаду є міжнародні економічні контакти — одиничні, випадкові економічні зв'язки, які регулюються певними наборами разових угод і мають епізодичний характер. Розвиненішою і тривалішою є міжнародна економічна взаємодія, яка ґрунтується на довготривалих міжнародних економічних угодах і договорах, стійких економічних зв'язках між суб'єктами. Міжнародне економічне співробітництво — це міцні і тривалі зв'язки кооперативного характеру, в основі яких лежать вироблені та узгоджені наперед наміри, що закріплені в довготривалих економічних угодах і договорах. Найвищим рівнем розвитку міжнародних економічних відносин є міжнародна економічна інтеграція, яка розуміє під собою дуже тісні зв'язки між економіками різних держав (злиття економік), проведенням спільної узгодженої внутрішньо економічної та зовнішньоекономічної політики.
Об'єктами міжнародних економічних відносин є те, на що спрямована господарська діяльність суб'єктів світового господарства. До них відносять експорт та імпорт товарів, послуг, капіталу; міжнародна спеціалізація та кооперація виробництва; здійснення господарської діяльності за кордоном; фінансові операції; науково-технічні зв'язки; оренда засобів виробництва; зустрічна торгівля; спільне підприємництво.
Суб'єктами міжнародних економічних відносин є учасники відносин, які можуть активно та відносно незалежно діяти для здійснення власних економічних інтересів. До них належать фізичні, юридичні особи, держава, міжнародні організації та деякі специфічні суб'єкти.

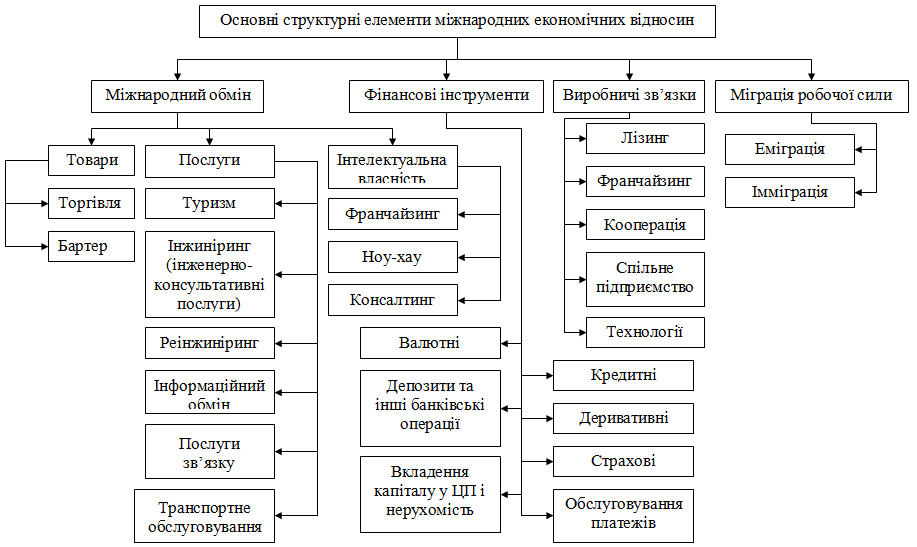
Об'єктна структура міжнародних економічних відносин

Під фізичними особами, які є суб'єктами міжнародних економічних відносин, розуміють окремих правоспроможних та дієспроможних індивідів, котрі виступають від свого імені (тобто не є представниками ніяких фірм чи організацій), ціллю яких є задоволення індивідуальних інтересів (наймані працівники, туристи, комерсанти-індивідуали).
Під юридичними особами, які є суб'єктами міжнародних економічних відносин, слід розуміти організації, фірми, корпорації, які існують постійно, мають власне майно, мають право купувати, володіти, користуватися і розпоряджатися об'єктами власності, право бути позивачем та відповідачем у суді, є носіями самостійної майнової відповідальності і займаються зовнішньоекономічною діяльністю (акціонерні, командитні товариства, товариства з обмеженою та необмеженою відповідальністю, одноосібні підприємства).
Держава є головним суб'єктом системи світового господарства, саме тому має безпосередній вплив на функціонування цієї системи. Головна роль держави — створення поля для діяльності інших суб'єктів різних рівнів через укладання угод та договорів про двостороннє чи багатостороннє співробітництво.
До специфічних суб'єктів міжнародних економічних відносин належать багатонаціональні корпорації, міжнародні спільні підприємства та ін.
На сучасному етапі головними суб'єктами міжнародних економічних відносин є національні господарства, регіональні інтеграційні угруповання країн, транснаціональні корпорації, міжнародні організації.
Основними формами міжнародних економічних відносин, через які здійснюється функціонування системи світового господарства, є:
- міжнародна торгівля товарами;
- міжнародна торгівля послугами;
- міжнародна міграція робочої сили;
- міжнародна міграція капіталу;
- міжнародні валютно-фівідносин не існує, адже існує безліч змішаних форм (так званих «субформ»), які включають елементи двох і більше форм. Тому відношення такої «субформи» до якоїсь із «чистих» (основних) форм є дуже умовним, і відбувається за домінуванням ознак певної однієї з цих основних форми.

## Зарубіжні джерела
- Киреев А. П. Международная экономика. В2-х ч. — Ч. І. Международная микроэкономика: движение товаров и факторов производства. Учебное пособие для вузов. — М.: Междунар. отношения, 1999.
- Киреев А. П. Международная экономика. В2-х ч. — Ч. ІІ. Международная макроэкономика: открытая экономика и макроэкономическое программирование. Учебное пособие для вузов. — М.: Междунар. отношения, 1999.